# Липсберг, Юрис

Юрис Липсберг в гостях у С.Б.Куклина. Челябинск. 1961.

Юрис Липсберг (латыш. Juris Lipsbergs; 25 июля 1939 — 10 мая 2020) — советский и латвийский орнитолог.

## Биография
Родился в семье крестьянина и рыбака Карлиса и Майи, на хуторе «Лаутери» («Lauteros») (возле Салацгривы) 25 июля 1939. Старший брат Улдис начал интересоваться птицами в 1940 году, привлекая Юриса к своему увлечению. В 1949 году семья Липсбергов была депортирована в Томскую область. В 1956 вернулись в Ригу. С октября 1959 по ноябрь 1962 года проходил обязательную воинскую службу в советской армии. После армии работал в Рижском зоопарке и Музее зоологии Латвийского государственного университета. В 1971 году окончил биологический факультет Латвийского государственного университета, защитив дипломную работу по биологии на тему гнездования лебедей-шипунов. Во время учебы в ЛГУ сдружился с орнитологами Петерисом Блумем (1938.), Янисом Бауманисом (1940—2006) и Янисом Балтвилксом (1944—2003). С 1972 по 2009 год работал в лаборатории орнитологии Института биологии Академии наук Латвии. В 1988 году, под руководством Владимира Флинта, защитил диссертация о состоянии и охране редких, вымерших и исчезающих птиц в Латвии. Был одним из основателей Латвийского орнитологического общества. В 1988 году на выставке достижений народного хозяйства СССР в Москве, был награжден серебряной медалью за внедрение микрозаповедника как успешного механизма защиты гнездящихся птиц на практике.
Скончался 10 мая 2020 года.

## Научная деятельность
Юрис Липсберг принимал участие в изучении водоплавающих птиц (особенно лебедей-шипунов), тростниковых птиц (особенно крякв), а также крупных дневных и ночных хищных птиц.
Участвовал в сборе данных Красной книги Латвии. Липсберг много сделал для охраны природы и создания особо охраняемых природных территорий, одним из первых создал искусственные гнезда для орланов и других видов крупных хищных птиц. В последние годы его жизни исследования и природоохранная деятельность были сосредоточены в основном на цаплях.
Автор 220 научных публикаций. Соавтор Красной книги Латвийской ССР (1985) и второго издания Красной книги Латвии, издания «Популярная Красная книга» (1990), в 1985 году написал книгу «Животные в Красной книге», получившую диплом первой степени в конкурсе на лучшие издания научно-популярной литературы. В 2016 году вышла книга воспоминаний «Klaidonīga putnu pētnieka piedzīvojumi».
Собрал крупнейшую частную орнитологическую библиотеку в Латвии.